# Vlag van Châtelet
Van de vlag van Châtelet is niet bekend of deze ooit officieel is vastgesteld als de gemeentevlag van de Henegouwse gemeente Châtelet. De vlag kan als volgt worden beschreven:
Wit, met op het midden het gemeentewapen.
Volgens Armoiries communales en Belgique. Communes wallonnes, bruxelloises et germanophones, er wordt geen gemeentelijke vlag gebruikt in Châtelet.